# Katrina Kaifová
Katrina Kaifová (* 16. července 1983 Hongkong) je britsko-indická herečka a modelka, jedna z nejlépe placených bollywoodských hvězd. Měří 174 cm, váží 56 kg.

## Život

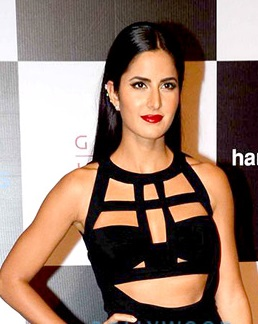
Katrina Kaif (2016)

Narodila se v Hongkongu jako Katrina Turquotte, její matka je Angličanka a otec pochází z Kašmíru, má sedm sourozenců. Po rozvodu rodičů žila na Havaji, v Londýně a na dalších místech, absolvovala domácí vzdělávání, od čtrnácti let vystupovala na módních přehlídkách a soutěžích krásy. V roce 2003 debutovala ve filmu ze zákulisí modelingu Boom. Zpočátku se obtížně prosazovala kvůli špatné znalosti hindštiny, průlom v její kariéře znamenal komerční úspěch filmu Ahoj, Londýne (2007). Hrála také ve filmech Kabira Khana New York (2009) a Ek Tha Tiger (2012).
V roce 2011 obdržela cenu Stardust Awards pro nejlepší indickou herečku za hlavní roli v komedii Tees Maar Khan, dvakrát byla nominována na Filmfare Awards, v roce 2013 vyhrála anketu People's Choice Awards India.
Účinkovala v indické verzi televizní soutěže Chcete být milionářem?, výhru odevzdala na podporu sirotčince v Čennaí, který provozuje její matka.
V roce 2015 byla její socha umístěna v Muzeu voskových figurín Madame Tussaud.

## Filmografie
- Boom (2003) — Rina Kaif přezdívka Popdi Chinchpokli
- Sarkar (2005) — Pooja
- Maine Pyaar Kyun Kiya? (2005) — Sonia
- Humko Deewana Kar Gaye (2006) — Jia Yashvardhanvá
- Namastey London (2007) — Jasmeet "Jazz" Malhotra Singhová
- Apne 	(2007) — Nandini
- Partner (2007) — Priya Jaisingh
- Welcome (2007) — Sanjana Shankar Shettivová
- Race (2008) — Sophia
- Singh Is Kinng (2008) — Sonia Singh
- Yuvvraaj (2008) — Anuška Banton
- New York (2009) — Maya Shaikh
- Ajab Prem Ki Ghazab Kahani (2009) — Jennifer "Jenny" Pinto
- De Dana Dan (2009) — Anjali Kakkad
- Raajneeti (2010) — Indu Pratap
- Tees Maar Khan (2010) — Anya Khan
- Zindagi Na Milegi Dobara (2011) — Laila
- Mere Brother Ki Dulhan (2011) — Dimple Dixit
- Ek Tha Tiger (2012) — Zoja
- Jab Tak Hai Jaan (2012) — Mira Thapar
- Dhoom 3 (2013) — Aalia
- Bang Bang! (2014) — Harlin Sahni
- Phantom (2015) — Navaz Mistri
- Baar Baar Dekho (2016) — Dia Varma
- Jagga Jasoos (2017) — Šruti